# Mỹ Sơn
Mỹ Sơn (vijetnamski za "Lijepa planina"; izgovara se Mi son), je skupina napuštenih i djelomice srušenih hinduističkih hramova koje su izgradili kraljevi Čampa (Chiêm Thành) od 4. do 15. stoljeća. Hramovi su uglavnom posvećeni bogu Šivi, koji je tu poznat po mnogim lokalinim imenima, a najznamenitiji je Bhadresvara. Po ljepoti i važnosti ovih spomenika, često ga uspoređuju s drugim povijesnim hramskim kompleksima u jugoistočnoj Aziji kao što su: Borobodur (Java), Angkor Wat (Kambodža), Bagan (Mjanmar) i Ajutaja (Tajland).
My Son se nalazi u blizini sela Duy Phú u vijetnamskoj pokrajini Quảng Nam, 69 km jugozapadno od grada Da Nanga i 10 km od povijesnog grada Trà Kiệu, te 75 km zapadno od povijesnog lučkog grada Hoi Ana. Hramovi se rasprostiru na području u dolini širokoj oko 2 km i okruženoj planinskim vijencima. To je područje od 4. stoljeća bilo vjerskim središtem vladajuće dinastije Čampa i grogno mjesto njihovih kraljeva i nacionalnih heroja. Blisko je bilo povezano s obližnjim povijesnim gradovima Indrapura (Đồng Dương) i Simhapura (Trà Kiệu). Nekad je tu bilo više od 70 hramova i mnogobrojne stele s povijesnim važnim natpisima na sanskrtu i čam jeziku. My Son je vjerojatno najdulje kontinuirano naseljen arheološki lokalitet Indokine, ali je većina spomenika uništena u samo jednom tjednu bombardiranja koje je tijekom Vijetnamskog rata izvela američka vojska.
Od 2. i 3 stoljeća na obali Vijetnama vladala je Čam kultura pod snažnim utjecajem indijske kulture, što se izrazito osjetilo u Hinduističkim vjerovanjima (obožavanje Šive) i umjetnosti.
Kraljevi Čampa su u My Sonu izgradili više od 70 hramova koji se obično sastoje od središnjeg tornja i drugih struktura i manjih okolnih zgrada. Slavni toranj i ima visinu od 24 metara i ukrašen je skulpturama lavova i slonova. 
My Son je 1969. godine bio područje koje je strašno stradalo u američkom bombardiranju tijekom rata u Vijetnamu. Tijekom tih racija uništeno je ukupno 50 od 70 hramova koje su prethodno istražili arheolozi iz École Française d'Extreme-Orient u prvoj polovici 20. stoljeća. 
My Son je 1999. godine upisan na UNESCO-ov popis mjesta svjetske baštine u Aziji i Oceaniji kao "primjer evolucije jedne jugoazijske kulture i jedne azijske civilizacije koje više nema". Iskopavanja koja su otpočeta 2002. godine, su dio projekta kojeg sa 70.000 $ financira UNESCO. Obnova hramova uz potporu talijanskih stručnjaka ide veoma teško, zbog drvne bešavne izgradnje koju je teško imitirati jer su Čampa graditelji koristili mahovinu mjesto žbuke za povezivanje kamenih dijelova.
- Bareljef s hrama E1
- Svetište B5
- Linga skulptura ispred hrama
- Skulpture s hrama A1
- Pijedestal Tra Kieu

## Vanjske poveznice
- Bulletin de l'Ecole française d'Extrême-Orient, 1901. – 1936.  Online na: gallica.bnf.fr (engl.)
- Mỹ Sơn  Arhivirana inačica izvorne stranice od 4. veljače 2012. (Wayback Machine)